# 曾氏菌科
曾氏菌科（學名：Tzeananiaceae）是子囊菌門座囊菌綱格孢菌目的一個科，為一單型的分類單元，其下僅包含曾氏菌屬（Tzeanania）一個屬，該屬也僅有臺灣曾氏菌（Tzeanania taiwanensis）一個物種，生長在蟲生真菌巨针线形虫草的子實體上，外形與同目的莖點霉屬真菌類似。2018年分子種系發生學研究將曾氏菌科發表為新科，目前僅知分布於臺灣，為臺灣特有種，模式產地為臺灣南投縣仁愛鄉翠峰，正模標本保存於國立臺灣大學植物病理與微生物學系。
曾氏菌科得名自臺灣真菌學家曾顯雄（國立臺灣大學植物病理與微生物學系退休教授），紀念他對臺灣蟲生真菌分類研究的貢獻。

## 描述
曾氏菌以分生孢子器產生分生孢子，分生孢子器為深棕色至黑色，壁有3至5層細胞厚，分生孢子柄退化為透明無隔板的產孢細胞（conidiogenous cells），分生孢子亦為透明，呈圓柱狀至滴狀，不具隔板。目前尚未發現曾氏菌的有性態。

## 分類
發表曾氏菌的研究人員給出的演化樹顯示曾氏菌自成一演化支，在格孢菌目中與暗殼腔菌科和竹黃菌科較為接近，為兩者演化支的姊妹群。但2019年有其他研究畫出的樹形顯示曾氏菌落在暗殼腔菌科的演化支內部，為Setophoma屬的姊妹群。目前曾氏菌仍被歸入曾氏菌科。